# Moore südlich des Chiemsees
Moore südlich des Chiemsees este o arie protejată (arie de protecție specială avifaunistică — SPA) din Germania întinsă pe o suprafață de 2.720,18 ha, integral pe uscat.

## Localizare
Centrul sitului Moore südlich des Chiemsees este situat la coordonatele 47°48′36″N 12°25′36″E / 47.81°N 12.4267°E.

## Înființare
Situl Moore südlich des Chiemsees a fost declarat arie de protecție specială avifaunistică în septembrie 2006 pentru a proteja 24 de specii de animale.

## Biodiversitate
Situată în ecoregiunea continentală, aria protejată nu include niciun habitat protejat.
La baza desemnării sitului se află mai multe specii protejate de  păsări (24): pescăruș albastru (Alcedo atthis), rață mică (Anas crecca crecca), fâsă de luncă (Anthus pratensis), fâsă de pădure (Anthus trivialis), Bucephala clangula, mugurar roșu (Carpodacus erythrinus), egretă mare (Casmerodius albus albus), porumbel de scorbură (Columba oenas), prepeliță (Coturnix coturnix), cristeiul de câmp (Crex crex), ciocănitoare cu spate alb (Dendrocopos leucotos), ciocănitoare neagră (Dryocopus martius), șoimul rândunelelor (Falco subbuteo), becațină comună (Gallinago gallinago), Grus grus grus, sfrâncioc roșiatic (Lanius collurio), gușă albastră (Luscinia svecica), Numenius arquata arquata, viespar (Pernis apivorus), ciocănitoare verzuie (Picus canus), cresteț pestriț (Porzana porzana), mărăcinar (Saxicola rubetra), mărăcinar negru (Saxicola torquatus), nagâț (Vanellus vanellus).
Pe lângă speciile protejate, pe teritoriul sitului au mai fost identificate 1 specie de păsări.